# Craquage thermique
Pour les articles homonymes, voir Craquage (homonymie).
Le procédé de craquage thermique mis au point en 1913 consiste à chauffer du fioul léger et du pétrole lourd sous pression dans de grands ballons, jusqu'à ce qu'ils se fragmentent en molécules plus petites possédant de meilleures propriétés antidétonantes. Cette ancienne méthode, qui donnait d'importantes quantités de coke solide indésirable, a évolué en procédés de craquage thermique modernes comprenant la viscoréduction, le craquage à la vapeur ou vapocraquage et la cokéfaction.